# Joernhinrich Duus
Joernhinrich Duus (* 8. Dezember 1942 in Schleswig) ist ein deutscher Unternehmer.

## Werdegang
Duus kam 1967 über die Reederei Hamburg Süd nach Brasilien und ließ sich in Recife nieder. In den Jahren 1967–1968 studierte er Philosophie, Theologie und Soziologie an der PUC Recife. 1984 kam er nach Vitória (Espírito Santo) und gründete die Reederei Trans-Overseas. 1991 gründete er gemeinsam mit Cláudio Lysas sowie den Brüdern Jan und Bert Lagendijk das Unternehmen Brazshipping Marítima.
Seit dem 21. Juli 2006 ist er Honorarkonsul der Bundesrepublik Deutschland in Espírito Santo.

## Ehrungen
- 2012: Verdienstkreuz am Bande der Bundesrepublik Deutschland